# George Peele
George Peele (Londra, 25 luglio 1556 – Londra, 9 novembre 1596) è stato un drammaturgo inglese.

## Biografia
Figlio di James Peele che era segretario del Christ's Hospital, studiò all'Università di Oxford, dove divenne Master of Arts nel 1579. Si trasferì a Londra nel 1580 e tre anni dopo sposò una ricca donna, Anna Christian, della quale dissipò le proprietà. Viene comunemente associato agli University wits, il gruppo di drammaturghi di provenienza colta che fece dell'attenzione per la parola e per la forma drammaturgica un esempio di opera d'arte.
Affascinato dal dramma storico, compose dapprima una favola pastorale, The Araygnement of Paris, precedente al 1581 e pubblicata nel 1584, poi The Famous Chronicle of King Edward the First, del 1593, sulle vicende di Edoardo I d'Inghilterra. Proprio la passione per il dramma storico fece supporre che avesse scritto, o contribuito a scrivere, lo shakeaspeariano Tito Andronico, sebbene la maggior parte della critica non condivida tale pensiero. Nella sua The Battle of Alcazar, rappresentata tra il 1588 ed il 1589 e stampata nel 1594, vi sono riferimenti che fanno presupporre comunanze con il Tito Andronico.
La sua opera più celebre è The Old Wives' Tale, del 1592 circa.
Morì probabilmente di vaiolo, dopo una vita dissoluta, nel 1596.